# Test della torre di Londra
Il test della torre di Londra è un test neuropsicologico utilizzato per valutare le funzioni esecutive, in particolare le implicazioni future di una propria azione.

## Pratica

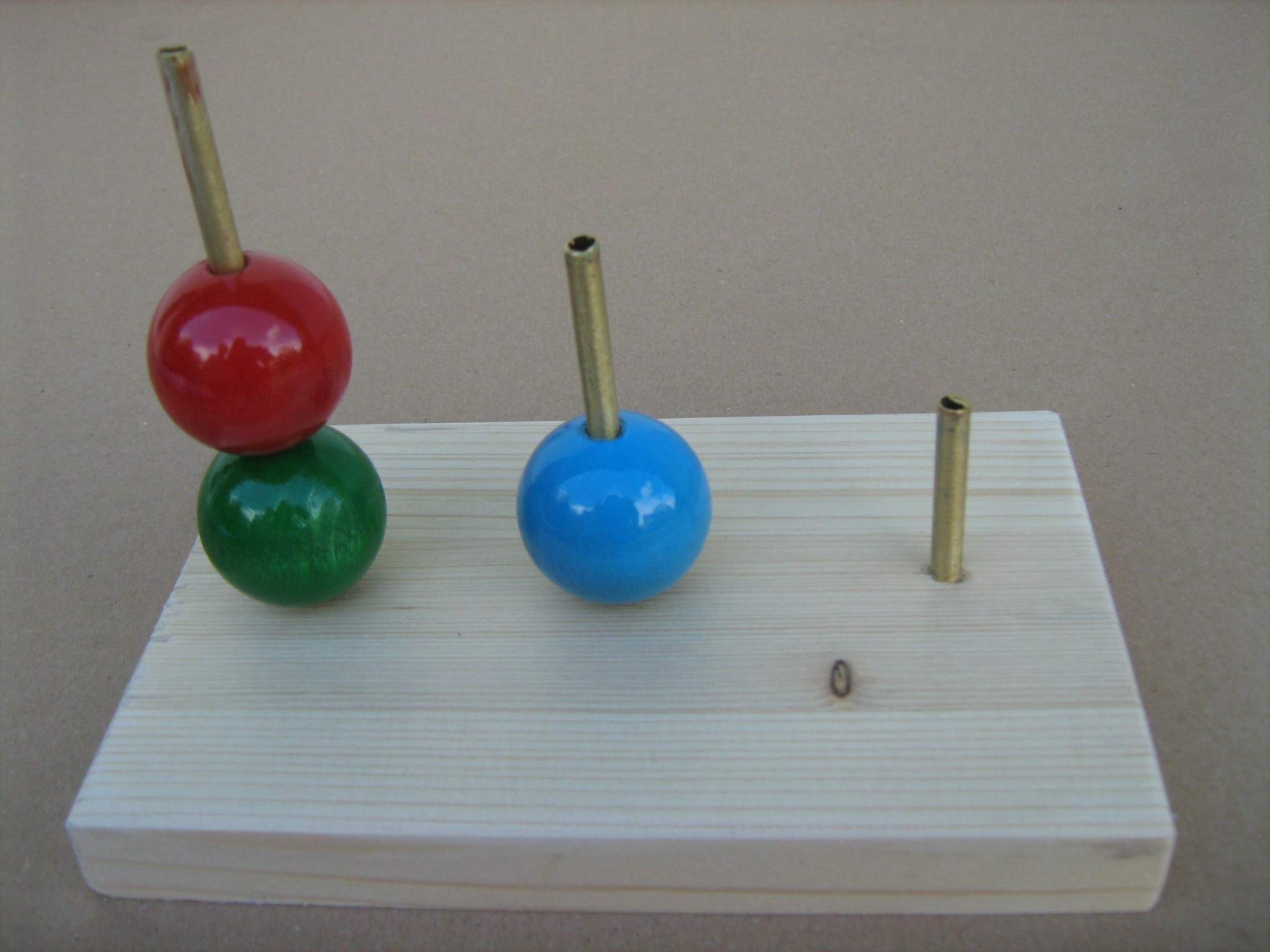
Test della Torre di Londra

Il test consiste in una tavoletta con tre aste verticali, di altezza crescente, sulle quali sono disposte tre palline in un determinato ordine. Le aste sono in grado di accogliere rispettivamente una, due, e tre palline. Compito del paziente sarà quello di spostare le palline, una sola per volta, per raggiungere un ulteriore ordine (stabilito in precedenza da chi somministra il test).